# Győr
Győr és la ciutat més important del nord-oest d'Hongria i la capital del comtat de Győr-Moson-Sopron. És una de les carreteres més importants de l'Europa central, a mig camí entre Budapest i Viena. La ciutat és la sisena més gran d'Hongria, i un dels cinc principals centres regionals del país.

## Història
La zona que ara ocupa la ciutat, ha estat habitada des de temps antics. El primer gran assentament data del segle v aC. Els seus primers habitants eren celtes i la ciutat s'anomenava Arrabona, nom que es va utilitzar aproximadament fins al segle iii, tanmateix, les seves formes abreujades (Raab i Ráb) continuen utilitzant-se en idiomes com l'alemany i l'eslovac respectivament.
El segle i aC. s'hi establiren comerciants a Arrabona, posteriorment. L'any 10 l'exèrcit romà finalitzà l'ocupació del que passaria a ser la província de Pannònia.
El segle iv l'Imperi Romà va abandonar la regió, a causa dels constants atacs de les tribus que vivien a l'est, si bé la ciutat va continuar sent habitada.
Al voltant de l'any 500 el territori va ser ocupat pels eslaus. En el 547 passaren els llombards que s'adreçaven a Itàlia, el 568 i fins a aproximadament el 800 els àvars s'hi establiren com a senyors i el 800 foren expulsats per una aliança de francs i bohemis. Entre el 880 i el 894 fou part de la Gran Moràvia, i després fou un territori fortament influït per l'Imperi Franc.
Els magiars van ocupar la ciutat fortificada i la fortalesa romana abandonada al voltant del 900. Esteve I, el primer rei d'Hongria, va fundar un bisbat. La vila va rebre llavors el seu nom hongarès de Győr. Al començament, els magiars vivien en tendes de campanya, més tard en cases de camp, a la zona que és ara la part sud-est del centre de la vila.
La ciutat es va veure afectada per tots els conflictes armats de la història d'Hongria, que va ser ocupada pels mongols durant la Invasió Mongol d'Europa (1241 a 1242), i després, el 1271, va ser destruïda per un exèrcit bohemi.
Després de la Batalla de Mohács, Tamás Nádasdy i el Comte György Cseszneky ocuparen la ciutat mentre que el rei Ferran I i János Zápolya també intentaven fer-ho. Durant l'ocupació otomana de l'actual Hongria (des del 1541 a finals del segle xvii) El governador de Győr, Kristóf Lamberg va pensar que seria inútil intentar defensar la ciutat de l'exèrcit turc, i van cremar tota la ciutat; els turcs no van trobar res entre les ruïnes ennegrides, d'allà el nom turc de Győr, Yank Kale ("la ciutat cremada").
Durant les guerres amb els otomans era un últim dels darrers punts fortificats abans d'arribar a Viena i per això tenia una gran importància militar. La ciutat fou reconstruïda i envoltada per una muralla i protegida per una fortalesa, dissenyats pels dels arquitectes italians Pietro Ferrabosco i Bernardo Gaballio. La ciutat canvià molt durant aquells anys, molts dels nous edificis es construïren en estil renaixentista, però la plaça principal i la xarxa de carrers es va mantenir. Els treballs finalitzaren el 1564, però els turcs ocuparen la vila i la fortalesa el 1594 i no fou fins al 1598 que les forces conjuntes dels exèrcits austríac i hongarès reconqueriren la ciutat.
A la plana propera a la vila, el general Raimondo Montecuccoli va vencer als otomans, durant la guerra austroturca del 1663-1664. El 1683, els turcs van tornar breument, només per deixar de nou la ciutat després de ser derrotats al Setge de Viena.
La ciutat va prosperar durant els segles següents. El 1743, Győr va ser elevada a la condició de Ciutat Imperial Lliure per l'emperadriu Maria Teresa I d'Àustria. Molts ordes religiosos, com jesuïtes i carmelites, es van assentar a la ciutat i hom construí escoles, esglésies, un hospital i un monestir.
Napoleó va ocupar la fortalesa a començaments del segle xix. Les autoritats de la vila s'adonaren que les velles muralles ja no eren útils i feren enderrocar la major, així la ciutat va poder ampliar-se.
A mitjans del segle xix, el paper de Győr al comerç va anar creixent al mateix temps que creixia el trànsit de vaixells de vapor al riu Danubi. Tanmateix, la ciutat va perdre la seva importància comercial quan es va construir la línia de ferrocarril entre Budapest i Kanizsa el 1861.
Les autoritats de la ciutat van compensar aquesta pèrdua amb la industrialització. La ciutat va prosperar fins a la Segona Guerra Mundial, però durant la guerra, diversos edificis van ser destruïts. Els anys 1950 i anys 60 portaren més canvis, només els grans blocs d'habitatges van ser reconstruïts, i els antics edificis històrics no van rebre cura o atenció.
En el decenni de 1970 va començar la reconstrucció del centre de la ciutat: es van restaurar edificis antics i es van reconstruïts. El 1989, Győr va guanyar el Premi Europeu a la Protecció de Monuments.

## Fills il·lustres
- Vincent Adler (1826-1871) pianista i compositor.
- Gyula Kőnig (1849-1913), matemàtic.
- Karl Schiske (1916-1969), compositor musical.

## Ciutats agermanades
- Ilava, Eslovàquia